# تقليد التوفيق
-تقليد التوفيق
```
التوفيق أو التجميع هو التقليد الذي يقتصر على ربط شخصين في السرير معا عدد ما يكون جزءا من المغازلة أو محاولة تجمعهم سويا وقد اعتُقِدَ أن هذا التقليد قد نشا في 
هولندا
 أو 
الجزر البريطانية
 أصبح فيما بعد شائعا في الولايات المتحدة المستعملة خصوصا في ولاية بنسلفانيا الهولندية قد لا يزال بعض الاميش في نبراسكا يمارسون أنا عند استعمال التقليد للتودد فإن الهدف وفتح المجال الألفة من غير الجماع
-الأصل
من المحتمل أن أصول عاد التوفيق جاءت من القصة التوراتية ل راعوث وتوعز حيث قضت الارمله راعوث 
وبوعز
 الثري صاحب الأراضي ليله معا في غرفه تخزين الحبوب تقول القصة انهم لم يتلامسو وفي مابعد تزوجو
-طقوس التوفيق
تقليديا يبدا المشاركون من المراهقين بالتواجد الصبي في بيت الفتاه ليقيم معها يتم اعطائهم بطانيات منفصله من قبل والدي الفتاه ومن المتوقع ان يتحدثون مع بعضهم اثناء الليل من حين إلى اخر يتم وضع لوح التوفيق أو اكياس التوفيق بين الصبي والفتاه لتثبيط السلوك الجنسي. 
-في الولايات المتحدة 
في الولايات المتحدة المستعمرة أدان 
جوناثان إدواردز
 وخطباء آخرون التوفيق. من المحتمل أن حتى منتصف القرن التاسع عشر كان التوفيق لايزال يمارس في ولاية نيويورك وربما في بريطانيا الجديدة على الرغم من تضاؤل شعبيتها. على سبيل المثال تم تناول الموضوع التوفيق في قضية جراهام ضد سميث في نيويورك الذي جادل في البداية أمام القاضي أدموندز في محكمة الدائرة البرتقالية في نيويورك. تتعلق القضية بإغواء أمراه تبلغ من العمر 19 عاما، من ثم أثبتت شهادة في القضية أن التوفيق كان ممارسة شائعة في بعض المناطق الريفية في ذلك الوقت. بحلول القرن العشرين بدا التوفيق بالاختفاء في كل مكان تقريبا باستثناء انتماءات الاميش من النظام القديم الأكثر تحفظا، حيث لا يزال قيد الاستخدام في القرن الحادي والعشرين بغض النظر عن الموقع. 
-في وسائل الإعلام
تم ذكر التوفيق في فيلم the patriot الذي أصدر في عام 200 حيث قضى جابرييل ادورد مايكل الذي لعب شخصية 
هيث ليدجر
 ليله كاملة في بيت آن باتريشا هاورد(
ليزا برينر
) وهي الفتاة التي كان يتودد إليها. 
ذكرت شخصية 
آنا غان
 في سلسله HBO dead wood أزاله لوحة التوفيق من سريرها في الموسم الثاني الحلقة الثانية
وفي المسلسل التلفزيوني salem خلال الموسم الأول الحلقة السابعة يتم رؤية المراهقون وهم في وضع التوفيق في حين أن الفتاة تكسر الكيس. 
وأخيرا في المسلسل التلفزيوني A Discovery of Witches خلال الموسم الأول الحلقة الخامسة يناقش ماثيو دي كليرمونت وديانا يشرب عادة التوفيق
```

.